# اوکووه
اوکووه (به لهستانی:  Okoły) یک روستا در لهستان است که در گمینا موروو واقع شده‌است.